# Agathenburg

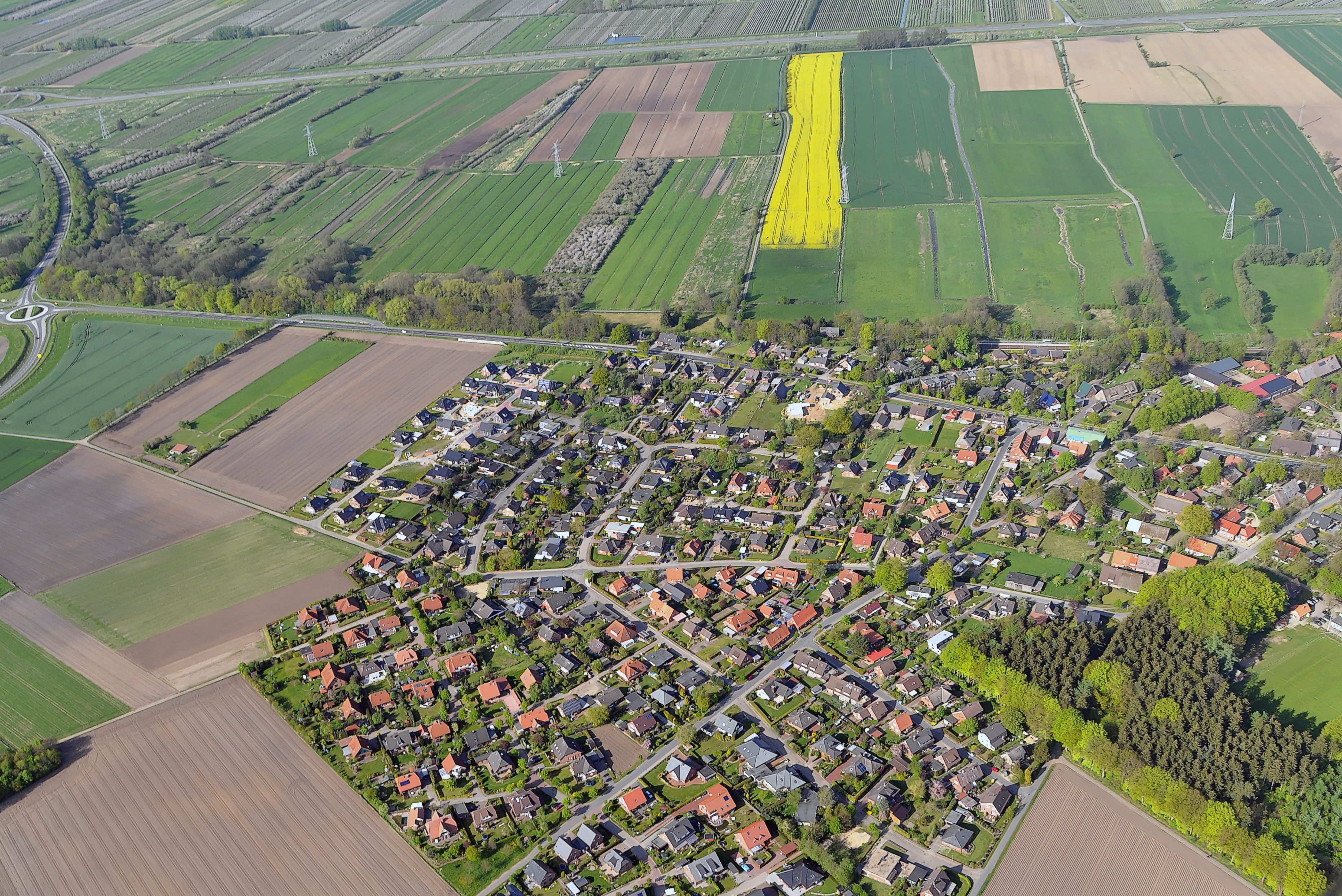
Luftbild (Mai 2012)

Agathenburg (plattdeutsch Gothenborg) ist eine Gemeinde im Landkreis Stade in Niedersachsen in Deutschland.

## Geschichte
In dem Dorf Lieth erwarb 1652 der schwedische Generalgouverneur Hans Christoph von Königsmarck, Statthalter des Herzogtums Bremen und Verden, ein älteres Gut und erbaute ein Landschloss, das er nach seiner Gemahlin Agathe von Lehsten Schloss Agathenburg nannte. Auch das Dorf Lieth trug seitdem diesen Namen.
Die Königsmarck stammen aus dem gleichnamigen Dorf in der Altmark, den Grafentitel erhielt Hans Christoph von Königin Christine von Schweden. Er wurde Großvater des wegen seiner Beziehungen zur Prinzessin Sophie Dorothea von Braunschweig-Lüneburg bekannten Grafen Philipp Christoph von Königsmarck sowie der Gräfin Aurora von Königsmarck, der Favoritin Augusts des Starken, König von Polen und Kurfürst von Sachsen. Aurora von Königsmarck kam als Kind und junges Mädchen, bis ihre Mutter 1680 nach Schweden übersiedelte, oft aus Stade nach Agathenburg und verbrachte viele Tage dort.

## Politik

### Gemeinderat
Der Gemeinderat, der am 12. September 2021 gewählt wurde, setzt sich wie folgt zusammen:
- Wählergemeinschaft Agathenburg: 5 Sitze
- CDU: 5 Sitze
- Bündnis 90/Die Grünen: 1 Sitz

(Stand: Kommunalwahl am 12. September 2021)
Bürgermeister ist seit 17. November 2021 Stefan Heins (CDU).

### Wappen
Blasonierung: Das Wappen der Gemeinde zeigt einen Schild mit drei blauen nach rechts zeigenden Keilen.

## Bauwerke

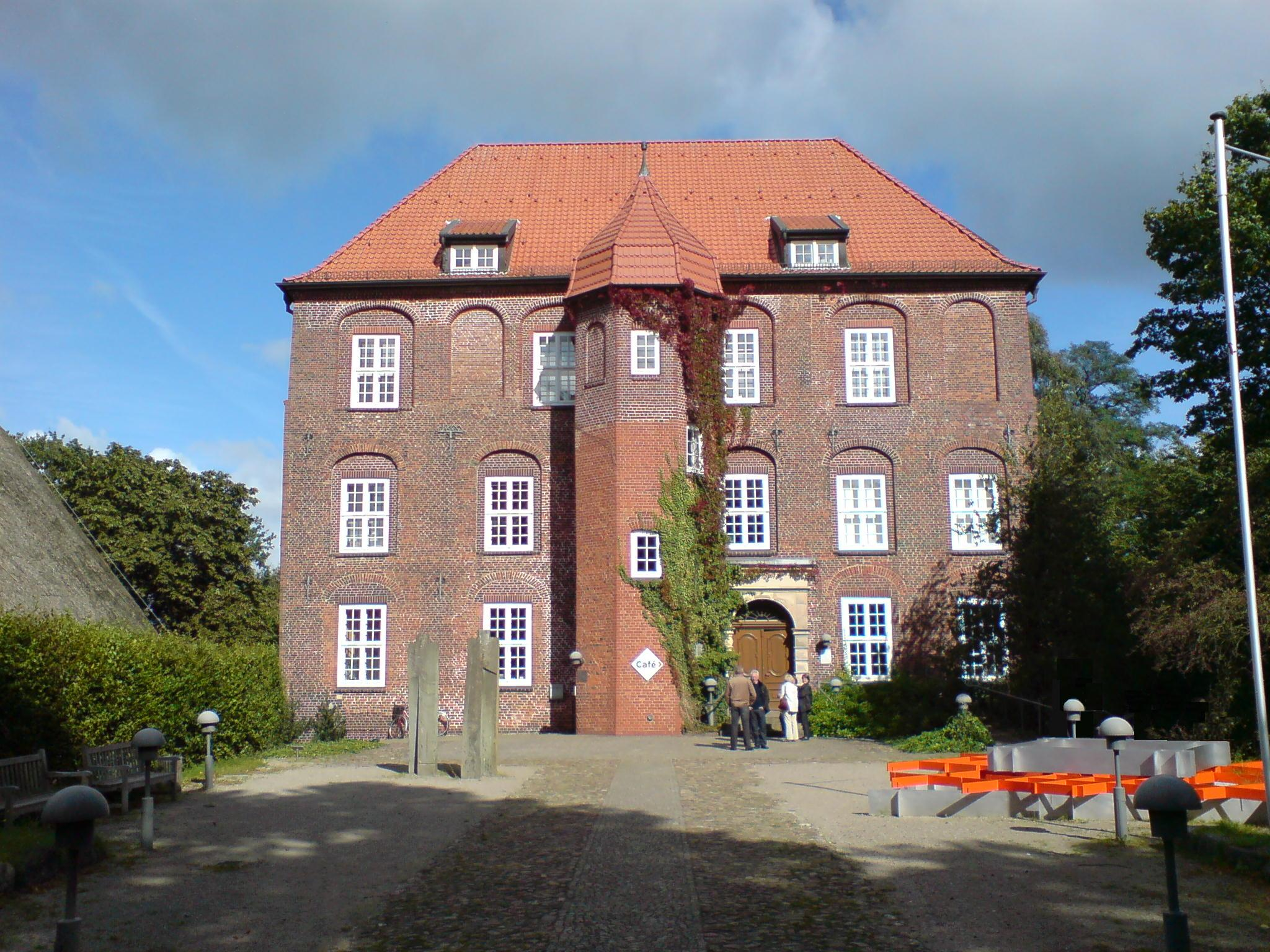
Schloss Agathenburg, Hofseite

- Schloss Agathenburg mit Skulpturenpark
- Ria-zum-Felde-Gedächtniskapelle auf dem Friedhof, eine von Sophie und Hans zum Felde, damals Besitzer des Schlosses Agathenburg, in Erinnerung an ihre 1952 verstorbene Tochter Ria 1953 gestiftete und errichtete Backsteinkapelle

## Verkehr
Agathenburg liegt direkt an der Bundesstraße 73, die zwischen Hamburg und Cuxhaven verläuft.
Auch die Niederelbebahn von Cuxhaven nach Hamburg führt durch den Ort. Der Haltepunkt wird durch die S-Bahn Hamburg bedient.
| Linie | Verlauf |
| ----- | --- |
| S 5   | Elbgaustraße – Eidelstedt – Stellingen (Arenen) – Langenfelde – Diebsteich – Holstenstraße – Sternschanze – Dammtor – Hauptbahnhof \ Hauptstrecke – Hammerbrook (City Süd) – Elbbrücken – Veddel (BallinStadt) – Wilhelmsburg – Harburg – Harburg Rathaus – Heimfeld (TU Hamburg) – Neuwiedenthal – Neugraben – Fischbek – Neu Wulmstorf – Buxtehude – Neukloster – Horneburg – Dollern – Agathenburg – Stade / in Tagesrandzeiten – Berliner Tor |

Darüber hinaus führt der Fernradweg Hamburg–Cuxhaven und der Nordseeküstenradweg durch die Gemeinde.
Seit 2015 fährt eine Buslinie zu Berufsverkehrszeiten morgens und abends zum Bahnhof Agathenburg. Dies nutzen sowohl Bewohner von Ottenbeck (Ortsteil von Stade) als auch Mitarbeiter von Airbus, CFK Valley und CFK Nord. Die Linie verkürzt den Arbeitsweg erheblich, da eine direkte Anbindung an die S-Bahnlinie S3 besteht.